# Ingo Hahn

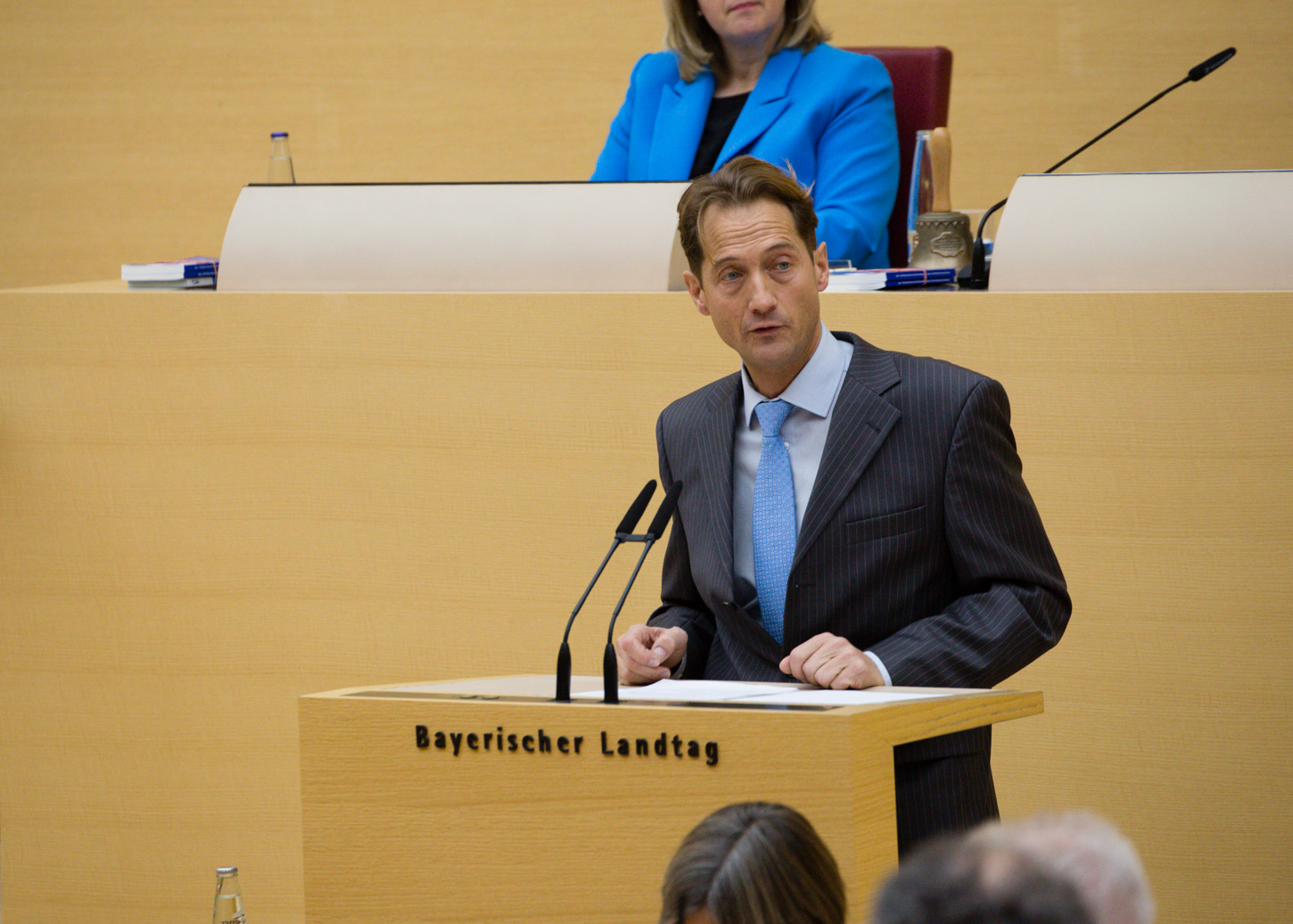

Ingo Jochen Hahn (* 28. Januar 1971 in Groß-Gerau) ist ein deutscher Hochschullehrer und Politiker der AfD. Von 2018 bis 2025 war er  Mitglied des Bayerischen Landtages. Seit 2025 ist er Abgeordneter im Deutschen Bundestag.

## Leben
Hahn schloss ein Studium der Geographie, Zoologie und Botanik an der Universität Münster mit dem Diplom ab, bevor er am gleichen Ort 1998 im Bereich Landschaftsökologie zum Dr. rer. nat. promoviert wurde und sich schließlich 2006 habilitierte. Von 2006 bis 2012 war er als Privatdozent und Akademischer Oberrat am Institut für Landschaftsökologie der Universität Münster tätig. Seit 2013 lehrte er als Professor für Geographie, Geoökologie und Kartographie an der Hochschule für angewandte Wissenschaften München; aufgrund seines Mandats im Bayerischen Landtag ruht seine Tätigkeit dort derzeit.

### Landtag
Hahn ist seit 2014 Mitglied der AfD Bayern. Bei der bayerischen Landtagswahl 2018 kandidierte er für das Direktmandat im Stimmkreis 118 (Fürstenfeldbruck-Ost) und auf Listenplatz 9 der AfD in Oberbayern; er zog als vierter Abgeordneter des Bezirks in den Bayerischen Landtag ein. Von September 2019 bis September 2021 führte er gemeinsam mit Katrin Ebner-Steiner die AfD-Landtagsfraktion, zuvor war er von November 2018 bis September 2019 stellvertretender Fraktionsvorsitzender. Bei der Landtagswahl 2023 zog er erneut in den Landtag ein. Von 2023 bis 2025 war er erneut stellvertretender Fraktionsvorsitzender (s. Liste der Mitglieder des Bayerischen Landtags (19. Wahlperiode)).
Hahn war von  2018 bis 2025  Mitglied des Ausschusses für Umwelt und Verbraucherschutz und von 2018 bis 2023 Mitglied des Ausschusses für Wissenschaft und Kunst. Er war zudem umwelt-, klima- und wissenschaftspolitischer Sprecher der AfD-Fraktion im Landtag.
Im Juli 2024 hob der bayerische Landtag gegen die Stimmen der AfD Hahns Immunität auf. Ihm wird vorgeworfen, einen Redeausschnitt der Abgeordneten Gabi Schmidt manipuliert und inhaltlich verfälscht im Internet verbreitet zu haben.

### Bundestag
Bei der Bundestagswahl 2025 zog er auf Platz 16 der Landesliste in den Bundestag ein. Im Zuge dessen legte er sein Landtagsmandat nieder; für ihn rückte Christin Gmelch in den Landtag nach.
Hahn ist ordentliches Mitglied im Ausschuss für Umwelt, Klimaschutz, Naturschutz und nukleare Sicherheit und im Ausschuss für Forschung, Technologie, Raumfahrt und Technikfolgenabschätzung. Außerdem ist er  stellvertretendes Mitglied im Ausschuss für die Angelegenheiten der Europäischen Union. Der Bundestag hob am 5. Juni 2025 zur Durchführung eines Strafverfahrens seine Immunität auf.